# Miloš Kopečný
Miloš Kopečný (* 26. prosince 1993 Holešov) je český fotbalový záložník či obránce, hráč klubu FC Zlín. Hraje na pravé straně hřiště. 

## Klubová kariéra
Odchovanec zlínského fotbalu. V sezóně 2012/13 šel na hostování do Hanácké Slávie Kroměříž a v sezóně 2013/14 hostoval v třetiligovém klubu SK Spartak Hulín, v létě 2014 se vrátil do druholigového Zlína, kam si ho vyžádal trenér Martin Pulpit. Ten jej stavěl na místo pravého obránce. Nedlouho poté odešel Kopečný na vlastní žádost opět hostovat do Spartaku Hulín. Po změně trenéra ve Zlíně (Pulpita nahradil v zimě 2014 Bohumil Páník), nastoupil do zimní přípravy s A-týmem Zlína, kde se mu dařilo. S týmem zažil administrativní postup do 1. české ligy v létě 2015.

Na jaře 2016 hostoval v Baníku Sokolov.
Se zlínským týmem slavil v sezóně 2016/17 triumf v českém poháru.

### FC Hradec Králové
Do hradeckého manšaftu přestoupil 4. září 2018. Odehrál tam celkem 38 zápasů, z toho 37 za  A-tým a jeden za béčko. Po sezóně a půl odešel do SK Dynama České Budějovice.

### SK Dynamo České Budějovice
Do Jižních Čech odešel 30. ledna 2020 a odehrál za ně pouze čtyři zápasy, zbytek času byl na hostování.

### FK Senica (hostování)
17. září 2020 odešel do konce sezóny na hostování s možností opce do slovenské Senice. Odehrál 19 zápasů, avšak opce nebyla uplatněna.

### FC Silon Táborsko (hostování)
Na podzimní část přišel hostovat 11. srpna 2021. V Táboře stihl odehrát 11 zápasů a vstřelit jeden gól. Hrál zde pod trenérem Miloslavem Brožkem, se kterým se později setkal i v Opavě.

### SFC Opava
Do opavského celku přestoupil zadarmo 1. ledna 2022. Již od začátku si upevnil pozici v základní sestavě, a v první sezóně odehrál 13 zápasů a vstřelil dvě branky, dokonce si i ke konci sezóny získal kapitánskou pásku. Kontrakt mu vypršel 30. června 2024, a smlouvu neprodloužil.

### FC Zlín (návrat)
Jako volný hráč se dne 23. července 2024 vrátil do jeho mateřského klubu. Nastupuje pravidelně v A-týmu.